# Pompenburg
Het Pompenburg is een straat in Nederlandse stad Rotterdam, tussen de Goudsesingel (naar het Oostplein) en het Hofplein. Het maakt deel uit van de stadsroute S100 Centrumring. De straat kreeg in 1949 haar naam. Voor de Tweede Wereldoorlog lag op deze plaats de Pompenburgsingel, die voor de middeleeuwse stadsmuur liep.
De Pompenburgsingel was oorspronkelijk het water dat zich tussen de stad en het zogenaamde Couwenburghseiland voor de noordelijke stadsmuur bevond. De naam is bekend sinds 1589, toen hier de vestingtoren Pompenburg werd gebouwd. Later kreeg de buurt ook deze naam. Al in 1566 stond hier Molen de Pomp, een korenmolen die in een latere periode ook voor andere doeleinden werd ingezet. De molen werd in 1740 gesloopt.
In 1923 bouwde Abraham Tuschinski hier het Grand Theatre Pompenburg, een bekende bioscoop, die tijdens het bombardement werd verwoest. In 1940 was men bezig de Delftsche Poort vanwege ingrijpende verkeersmaatregelen te verplaatsen naar de Pompenburg toen hij bij het Duitse bombardement zo sterk werd beschadigd dat herbouw geen zin meer had.
De Pompenburgsingel werd na het Bombardement van Rotterdam in 1940 gedempt met een gedeelte van het puin van de verwoeste stad. Na de oorlog werd op de plaats van de singel een brede weg aangelegd. In de jaren 1990 werd door kunstenaar Cor Kraat een stalen reconstructie van de Delftsche Poort op vrijwel de oorspronkelijke plaats aan de Pompenburg gebouwd.
In 1981 is op de hoek van de Doelstraat en Haagseveer De Pompenburg gebouwd, een complex van geelbetegelde woningwetwoningen van architect Carel Weeber. Het complex is een U-vormig woonblok rond een binnentuin. Het bestaat uit 226 sociale huurwoningen, winkelruimten en een parkeergarage. Er zijn 2-, 3-, en 4-kamer maisonette woningen. Carel Weeber is de ontwerper van soms omstreden bouwwerken zoals de Peperklip in Rotterdam. Ook had hij grote invloed als hoogleraar aan de TU Delft, waar meer dan 600 architecten bij hem zijn afgestudeerd. Carel Weeber ontving in 2006 de Rotterdam-Maaskantprijs, een oeuvreprijs die om de twee jaar wordt uitgereikt door de Stichting Rotterdam-Maaskant aan personen die “een belangrijke bijdrage hebben geleverd aan de culturele beleving van architectuur of landschapsinrichting door hierover te publiceren, te doceren of andere stimulerende en sturende werkzaamheden uit te voeren". De prijs is vernoemd naar Huig Maaskant een Nederlands architect met een belangrijke bijdrage aan de wederopbouw van Rotterdam na de Tweede Wereldoorlog. Voor zijn gebruik van kleuren heeft Carel Weeber in 1983 de Sikkens Prize gekregen. In het kader van het lustrumthema Future Makers, werd op 21 februari 2018 met Carel Weeber teruggekeken op zijn betekenis voor de gebouwde omgeving. Het debat was onder leiding van Ton Voets (voorzitter KIVI Bouw) en Sem van den Eijnde (bouwkundestudent) 

## Fotogalerij

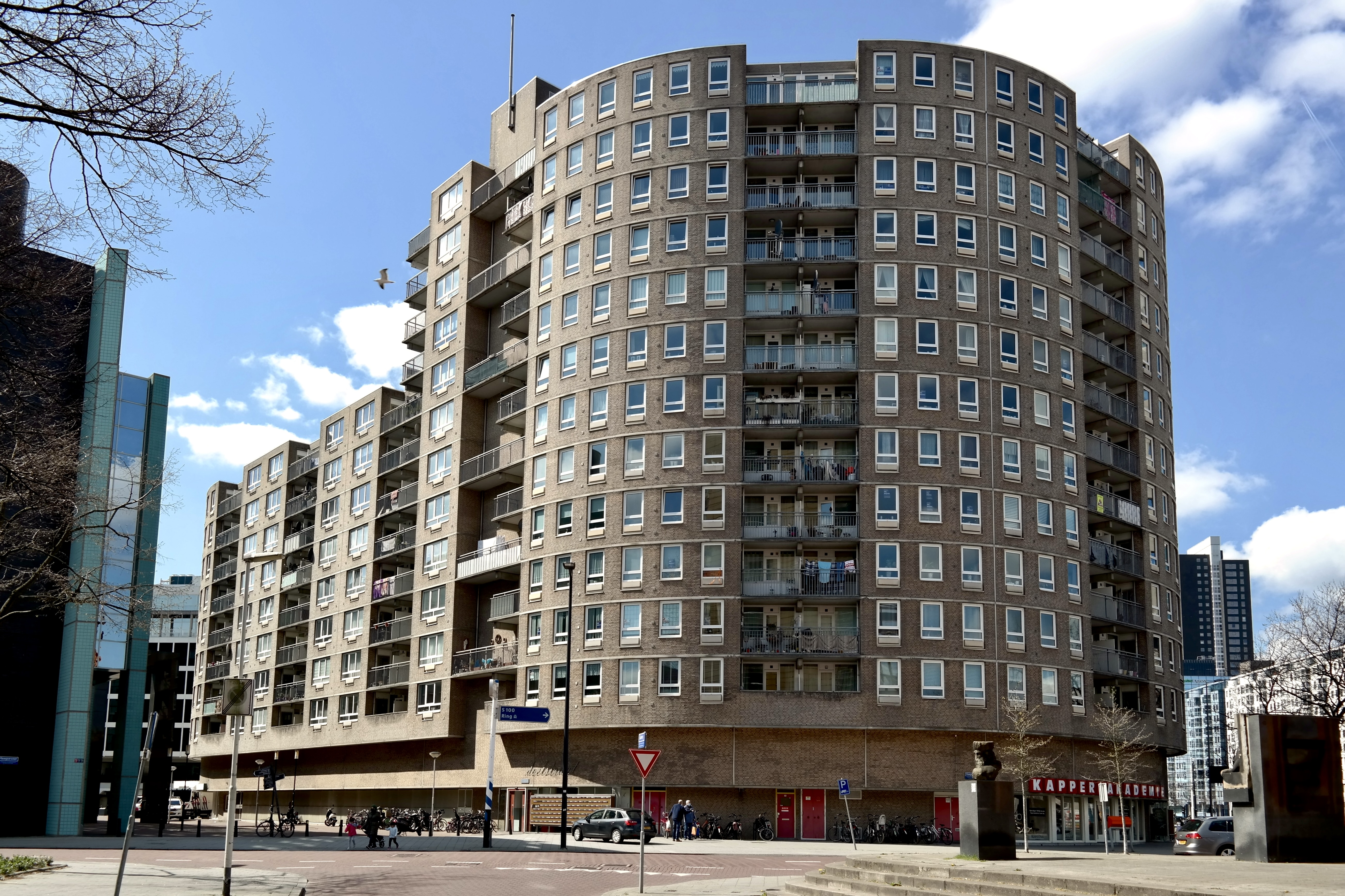
Woongebouw aan het Pompenburg
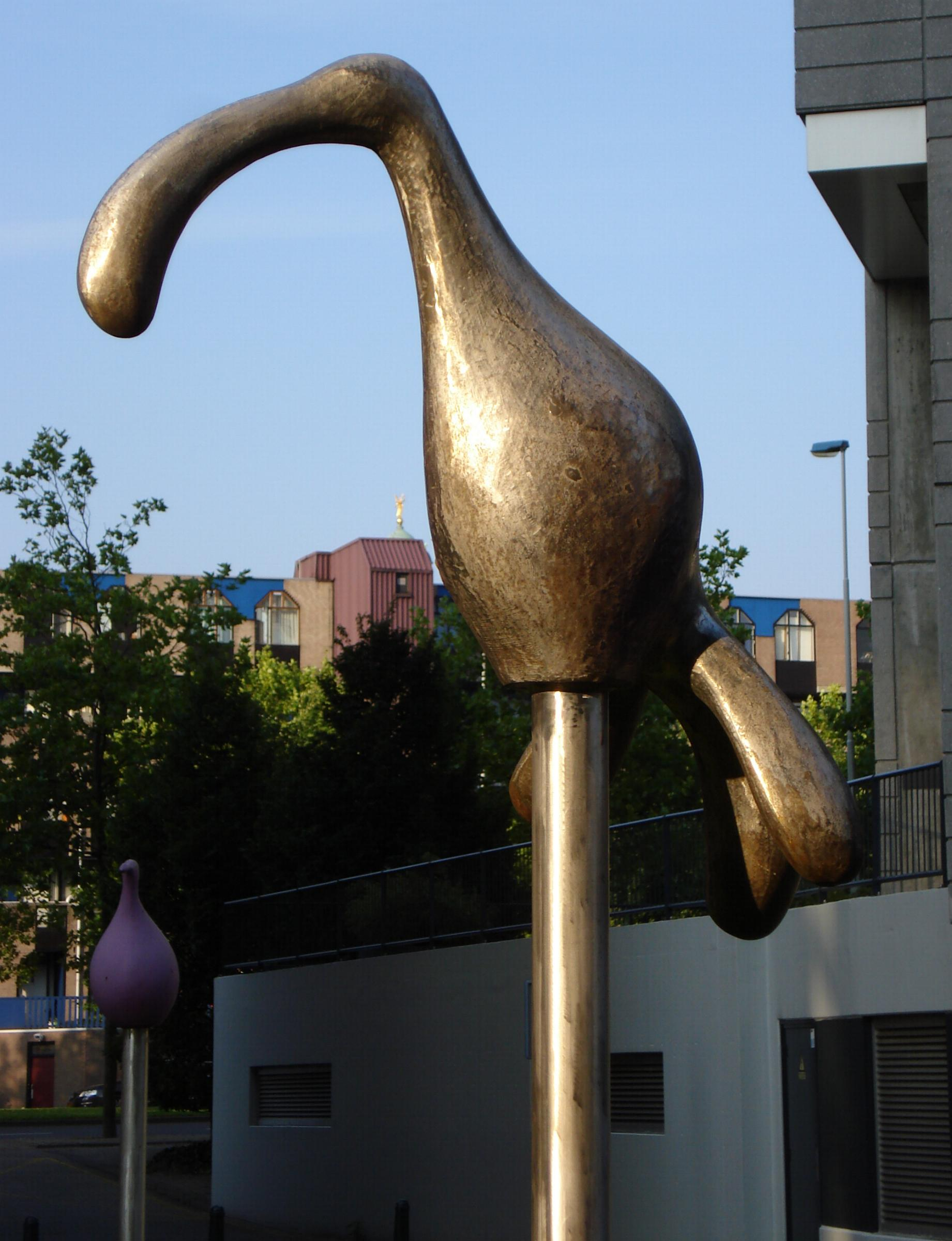
Kunstwerk "Vogels" van Jeanette Ephraïm aan het Pompenburg
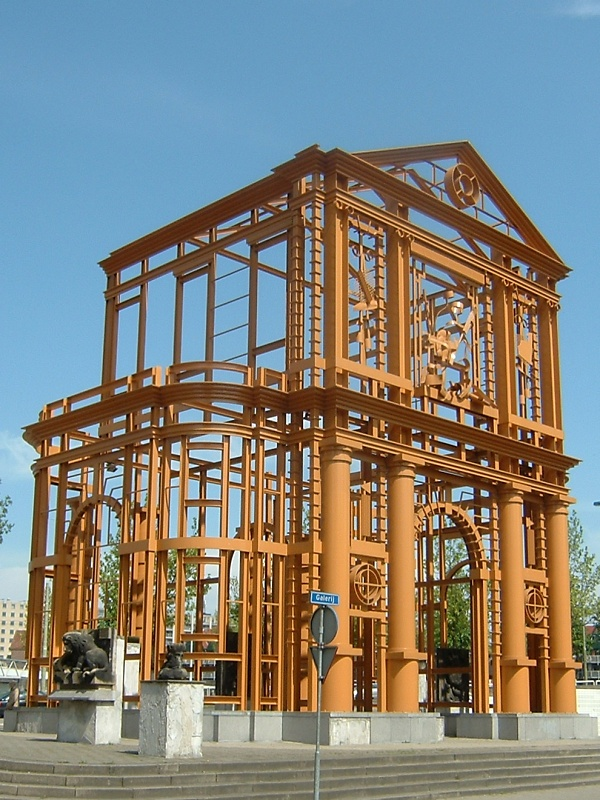
De reconstructie van de Delftsche Poort in 2005 aan het Pompenburg

Admiraal de Ruyterweg ·
Admiraliteitskade ·
Aert van Nesstraat ·
Baan ·
Batavierenstraat ·
Beukelsdijk ·
Beursplein ·
Beurstraverse ·
Binnenweg ·
Binnenwegplein ·
Binnenrotte ·
Blaak ·
Boezemweg ·
Boompjes ·
Bosland ·
Botersloot ·
Burgemeester van Walsumweg ·
Churchillplein ·
Coolsingel ·
Coolvest ·
Eendrachtsplein ·
Eendrachtsweg ·
Geldersekade ·
Goudsesingel ·
's-Gravendijkwal ·
Haagseveer ·
Henegouwerlaan ·
Hofdijk ·
Hofplein ·
Hoogstraat ·
Jonker Fransstraat ·
Karel Doormanstraat ·
Kipstraat ·
Kolk ·
Koningin Emmaplein ·
Korte Hoogstraat ·
Kruiskade ·
Kruisplein ·
Leuvehoofd ·
Lijnbaan ·
Lombardkade ·
Maasboulevard ·
Mariniersweg ·
Mathenesserlaan ·
Mauritsweg ·
Meent ·
Museumpark ·
Oostmolenwerf ·
Oostplein ·
Oude Binnenweg ·
Parkkade ·
Parklaan ·
Pim Fortuynplaats ·
Plein 1940 ·
Pompenburg ·
Rochussenstraat ·
Saftlevenstraat ·
Schiedamsedijk ·
Schiedamse Vest ·
Schouwburgplein ·
Spaansekade ·
Stadhuisplein ·
Stationsplein ·
Stroveer ·
Van Oldenbarneveltstraat ·
Vasteland ·
Veerkade ·
Weena ·
Westblaak ·
Westerkade ·
West-Kruiskade ·
Westersingel ·
Westplein ·
Willemskade ·
Willemsplein ·
Witte de Withstraat